# 一色 (葉山町)
一色（いっしき）は、神奈川県三浦郡葉山町の大字。郵便番号は240-0111。葉山御用邸や一色海岸で知られる。一色海岸は「日本の水浴場88選」（2001年環境省）および「世界の厳選ビーチ100」（2013年CNN）に選出されている。

## 地理
三浦郡葉山町の中央に位置し、葉山町堀内、下山口、上山口、および北部のごく一部を逗子市桜山と隣接する。
海岸線を県道207号が通り、中央部に国道134号と県道27号が走る。北端の山中を新沢トンネルと竜神トンネルで三浦半島中央道が通過する。

### 海岸
- 真名瀬海岸
- 芝崎海岸
- 三ヶ下海岸
- 一色海岸
- 小磯の鼻

### 海水浴場
- 一色海岸海水浴場

### 港
- 真名瀬漁港

## 歴史
- 1878年（明治11年） - 一色村が発足。
- 1889年（明治22年） - 木古庭村、上山口村、下山口村、堀内村、長柄村と合併し、葉山村発足。
- 1894年（明治27年） - 葉山御用邸が設置される。
- 1925年（大正14年） - 町制施行により葉山町一色となる。
- 1926年（大正15年） - 葉山御用邸にて昭和天皇践祚。
- 1971年（昭和46年） - 葉山御用邸放火事件発生。
- 1981年（昭和56年） - 葉山御用邸再建。

## 世帯数と人口
2023年（令和5年）8月1日現在（葉山町発表）の世帯数と人口は以下の通りである。
| 大字 | 世帯数    | 人口    |
| ---- | --------- | ------- |
| 一色 | 4,096世帯 | 9,189人 |

### 人口の変遷
国勢調査による人口の推移。
| 年                 | 人口  |
| ------------------ | ----- |
| 1995年（平成7年）  | 7,475 |
| 2000年（平成12年） | 7,992 |
| 2005年（平成17年） | 8,488 |
| 2010年（平成22年） | 9,146 |
| 2015年（平成27年） | 9,036 |
| 2020年（令和2年）  | 8,929 |

### 世帯数の変遷
国勢調査による世帯数の推移。
| 年                 | 世帯数 |
| ------------------ | ------ |
| 1995年（平成7年）  | 2,547  |
| 2000年（平成12年） | 2,915  |
| 2005年（平成17年） | 3,180  |
| 2010年（平成22年） | 3,428  |
| 2015年（平成27年） | 3,443  |
| 2020年（令和2年）  | 3,522  |

## 事業所
2021年（令和3年）現在の経済センサス調査による事業所数と従業員数は以下の通りである。
| 大字 | 事業所数  | 従業員数 |
| ---- | --------- | -------- |
| 一色 | 305事業所 | 2,113人  |

### 事業者数の変遷
経済センサスによる事業所数の推移。
| 年                 | 事業者数 |
| ------------------ | -------- |
| 2016年（平成28年） | 293      |
| 2021年（令和3年）  | 305      |

### 従業員数の変遷
経済センサスによる従業員数の推移。
| 年                 | 従業員数 |
| ------------------ | -------- |
| 2016年（平成28年） | 1,881    |
| 2021年（令和3年）  | 2,113    |

## 交通

### 路線バス
葉山町一色を通過する路線バスは、すべて逗子駅発着の路線。

#### 京浜急行バス逗子営業所
- 下り系統：逗2-山回り葉山、逗5-横須賀市民病院、逗6-長井、逗7-佐島マリーナ入口、逗8-電力中央研究所
  - バス停：「葉山大道」「旧役場前」「葉山」（同一系統上りは、すべて逗子駅行きでバス停順序逆）
- 下り系統：逗12-海回り葉山
  - バス停：「真名瀬」「芝崎」「三ヶ下海岸」「三ヶ丘」「一色海岸」「葉山」（同一系統上りは、すべて逗子駅行きでバス停順序逆）
- 下り系統：逗11-海回り葉山町福祉文化会館
  - バス停：「真名瀬」「芝崎」「三ヶ下海岸」「三ヶ丘」「一色海岸」「葉山」「旧役場前」「葉山大道」（同一系統上りは、すべて逗子駅行きでバス停順序逆）
- 下り系統：逗16-湘南国際村センター
  - バス停：「葉山大道」「一色小学校」「一色住宅」（同一系統上りは、すべて逗子駅行きでバス停順序逆）

逗25-逗子駅（南郷トンネル経由）衣笠駅線および逗26-逗子駅（南郷トンネル経由）湘南国際村センター線は、
北端の山中を新沢トンネルと竜神トンネルで三浦半島中央道を通過するが域内にバス停は無い。

#### 京浜急行バス衣笠営業所
- 下り系統：逗15-衣笠駅
  - バス停：「葉山大道」「一色小学校」「一色住宅」（同一系統上りは、すべて逗子駅行きでバス停順序逆）

### 高速バス

#### 横浜駅（YCAT）葉山・横須賀西地区線
葉山町一色では「葉山」「旧役場前」「葉山大道」に停車。横浜からは下車のみ、横浜へは乗車のみ。

### 道路
- 国道134号
- 県道27号
- 県道207号

## 国の施設
- 葉山御用邸

## 公共施設
- 葉山町保健センター
- 葉山警察署
- 葉山郵便局
- 葉山一色郵便局

## 文化施設
- 神奈川県立近代美術館
- 葉山しおさい公園・葉山しおさい博物館
- JR東海生涯学習財団 山口蓬春記念館
- はやま三ヶ岡山緑地

## 教育施設
- 葉山町立一色小学校
- どれみ幼稚園

## 商店会
- 葉山一色商店会
- 一色大滝商店会

## 商業施設
- 相鉄ローゼン葉山店
- 京急ストア葉山店
- スズキヤ葉山店
- ハックドラック葉山店・葉山一色店
- 文教堂書店葉山店
- セブン-イレブン葉山一色店・葉山滝の坂店

## 金融機関

### 単独店舗
- よこすか葉山農業協同組合葉山支店
- 葉山郵便局
- 葉山一色郵便局
- 横浜銀行逗子支店京急ストア葉山店ATM
- 三井住友銀行逗子支店葉山出張所(ATM)

### 商業施設店舗内
- イオン銀行ハックドラッグ葉山一色店内ATM
- セブン銀行セブンイレブン葉山一色店内ATM
- セブン銀行相鉄ローゼン葉山店内ATM
- セブン銀行セブンイレブン葉山滝の坂店内ATM

## その他

### 日本郵便
- 郵便番号 : 240-0111[3]（集配局 : 葉山郵便局[13]）。